# 2А61 «Пат-Б»
2А61 «Пат-Б» — радянська причіпна гаубиця калібру 152 мм, розроблена наприкінці 1980-х років.

## Історія створення
2А61 «Пат-Б» була розроблена в ОКБ-9 на артилерійському заводі № 9 (м. Єкатеринбург) під керівництвом Голубєва В. А. Причиною створення гаубиці стало переведення польової артилерії НАТО на єдиний калібр 155 мм. В результаті радянські мотострілецькі бригади та полки, що мали на озброєнні 122-мм гаубиці, стали програвати у вогневій могутності західним військам. Гаубиця 2А61 мала б ліквідувати це відставання. 1991 року гармата була рекомендована до взяття на озброєння.

## Опис конструкції
Гаубиця 2А61 виконана на трьохстанинному лафеті, аналогічному 122-мм причіпній гаубиці 2А18М (Д-30). Розміщення на подібному лафеті стало можливим завдяки використанню дульного гальма нової конструкції, що забезпечувало поглинання більшої частини енергії віддачі. Для полегшення заряджання на лафеті встановлено механізм досилання снарядів. Заряджання роздільно-гільзове. На верхньому станку є легкий щиток для захисту обслуги від куль та уламків. Балістика пострілів 2А61 практично ідентична 152-мм гаубиці-гарматі МЛ-20 на заряді № 3.
Для переведення гаубиці з похідного положення до бойового і назад дві з трьох станин зроблені рухомими. Вся процедура переведення зброї з одного положення до іншого становить близько 2 хвилин. Для буксирування використовується шкворнева балка, закріплена на дульній частині ствола. Завдяки невеликій вазі гаубиця буксирується тими ж засобами, що й гаубиця 2А18.

## Варіанти

### 2С18 «Пат-С»
Паралельно з причіпним варіантом розроблявся самохідний варіант на базі БМП-3 — 2С18 «Пат-С» з варіантом гармати 2А63, проте самохідна гаубиця на озброєння прийнята не була.

### 2С26 «Пат-К»
Колісний варіант самохідної гаубиці на шасі Урал-5323. На озброєння також не прийнято.

### М-389
На базі 2А61 розроблено варіант зі стволом калібру 155-мм під боєприпаси НАТО. Відповідним чином удосконалені та прицільні пристрої.
Технічні характеристики:
Калібр, мм: 155
Розрахунок, осіб: 7
Маса в бойовому положенні, т: 4,2
Ширина колії, мм: 1840
Дальність стрілянини, м: 3900..15 200
Швидкострільність, постр./хв: 6..8
Кути ВН, град: −5..+70
Кути ГН, град: 360
Максимальна швидкість буксирування, км/год: 50

### КБА-27
Український аналог 2А61 на лафеті гармати Д-20 розроблений КБ «Артилерійське озброєння» під назвою КБА-27.